# Ketal
Ketal je funkcionalna skupina opće formule opće formule (RR’C(OR")2), gdje obje skupine R' su organski fragmenti. Središnji atom ugljika vezan je četirima vezama na nj, te je stoga zasićen i tetrahedralne je geometrije.
Nastaju adicijom alkohola na ketone. U slučaju kad samo jedna molekula ketona (RR’CO) reagira s jednom molekulom alkohola (R"OH) nastaju poluketali. Nastavi li se adicija, nastaju puni ketali. 
U kiseloj sredini acetali mogu hidrolizom doći do aldehida, a ketali do ketona.
Jedno je vrijeme naziv ketala bio izbačen iz upotrebe, a danas je vraćen kao podklasa acetala.